# Ciutat justa

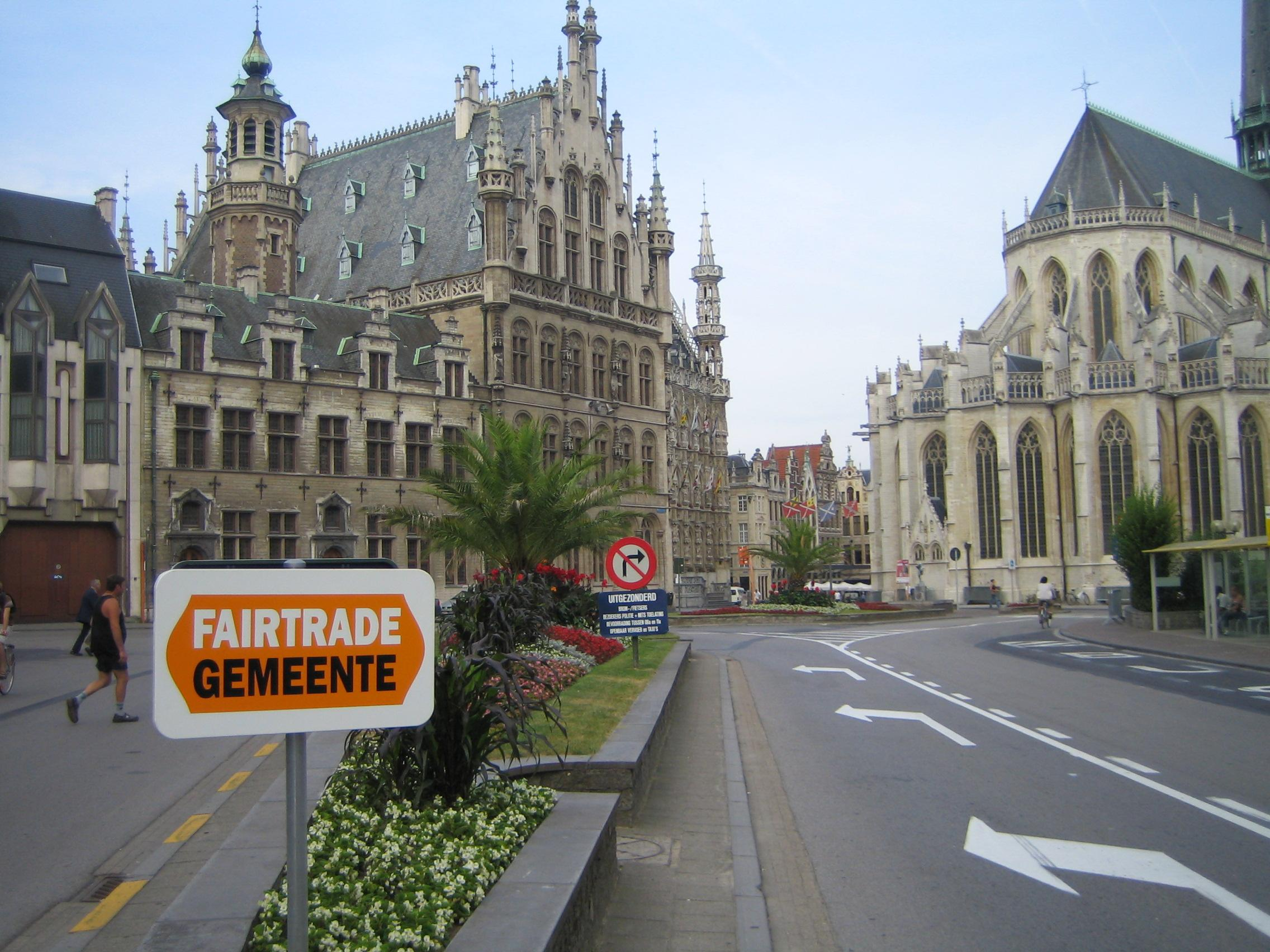
Cartell que anuncia la ciutat belga de Leuven com a Ciutat Justa

Ciutat Justa és una distinció concedida per una associació reconeguda de comerç just (per exemple la Xarxa Consum Solidari a Catalunya, la Fairtrade Foundation al Regne Unit o la TransFair Canada al Canadà) que distingeix una ciutat com a promotora del comerç just. Per extensió, les organitzacions també atorguen les distincions de Ciutat Justa, Poble Just, Zona Justa, Barri Just, Illa Justa, Comarca Justa i Universitat Justa.

## Història
La campanya "Ciutat Justa" es va llançar per primera vegada l'any 2001 a Garstang, Lancashire, impulsada per Bruce Crowther, un membre local d'OXFAM i el Grup Garstang Oxfam. La iniciativa, que aspirava a promoure els béns certificats de comerç just a la ciutat, va tenir un gran èxit: al cap d'un parell de mesos, la disponibilitat de productes de comerç just va arribar a cobrir vora el 70% a la ciutat mentre les vendes de productes certificats de comerç just augmentaren significativament. A més, durant el curs de la campanya, Garstang creà lligams amb comunitats d'agricultors de cacau "just" a l'Àfrica occidental, el que va conduir a l'agermanament de la ciutat amb New Koforidua, Ghana.
A mesura que les activitats a Garstang anaven guanyant notorietat, la Fairtrade Foundation va llançar un programa de certificació de Ciutats Justes i una Guia d'Acció per animar-ne altres seguir en l'èxit de Garstang. Entre 2001 i 2006, al voltant de 209 ciutats britàniques van obtenir el certificat de Ciutat Justa, atorgat per la Fundació Fairtrade.
En un intent de replicar l'èxit del "Programa de Ciutats Justes" de la Fairtrade de Foundation, la Comissió Europea va finançar un ampli programa d'abast europeu anomenat "Fairtrade Towns in Europe" (Ciutats Justes a Europa), conjuntament amb diverses iniciatives de certificació.
Al novembre de 2006 va tenir lloc el primer congrés de Ciutats Justes Europees a la London Southbank University. Els objectius del congrés eren 
- identificar i desenvolupar procediments per a enfortir els lligams entre les comunitats locals i les organitzacions públiques i privades;
- desenvolupar estratègies per a facilitar l'adaptació del model britànic de Ciutats Justes a les condicions de cada país.

Arran de l'èxit d'aquest primer encontre, es va dur a terme un segon congrés de Ciutats Justes, aquesta vegada a Brussel·les el gener de 2008.
Actualment hi ha Ciutats Justes a Àustria, Bèlgica, Canadà, Finlàndia, França, Irlanda, Itàlia, Noruega, Espanya, Suècia, els Països Baixos, el Regne Unit i els Estats Units d'Amèrica.

## Criteris

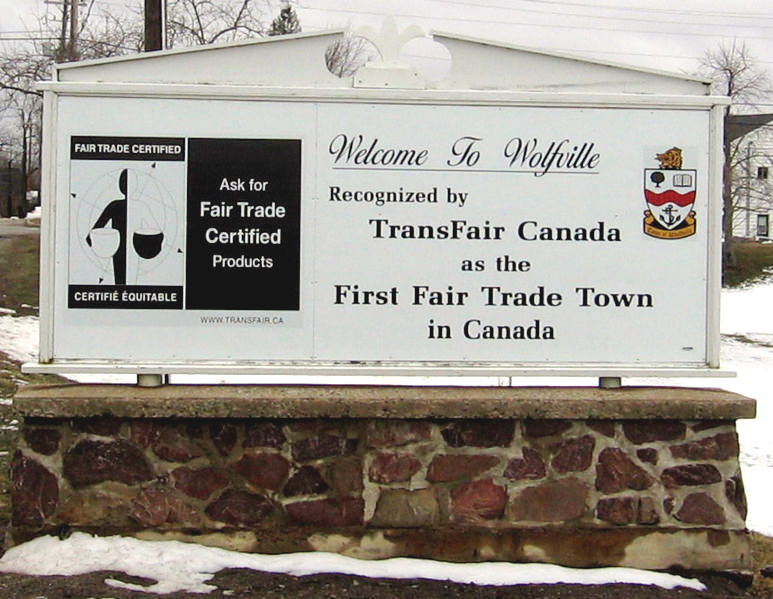
Senyal anunciant l'estatus de Wolfville (Canadà) com a Ciutat Justa

Alguns membres de FLO han treballat conjuntament en el desenvolupament de guies per a la certificació de Ciutats Justes. Per a aconseguir aquest certificat s'han de complir cinc criteris:
- El govern local ha d'aprovar una resolució de suport al comerç just, i s'ha de comprometre a fer servir te i cafè procedents de comerç just en les seues oficines, reunions i cafeteries.
- Ha d'haver disponible a les botigues, cafeteries i restaurants de la població un cert nombre d'articles (almenys dos) de comerç just.
  - Nombre de botigues: població < 10000 - 1 botiga per 2500; població < 200000 - 1 botiga per 5000; població < 500000 - 1 botiga per 10000.
  - Nombre de restaurants (o establiments on se servisca menjar): població < 10000 - 1 restaurant per 5000; població < 200000 - 1 restaurant per 10000; població < 500000 - 1 restaurant per 20000
- S'han d'utilitzar productes de comerç just en un cert nombre de llocs de treball (immobiliàries, perruqueries, etc.) o instal·lacions públiques o comunitàries (esglésies, escoles, etc.)
- S'ha d'atraure l'atenció dels mitjans de comunicació i el suport popular a la campanya.
- S'ha de constituir un grup local de suport que vetlle per la continuïtat i el manteniment de l'estatus de Ciutat Justa.

## Altres iniciatives

### País Just
L'any 2002 el Fòrum de Comerç Just de Gal·les, una xarxa de desenvolupament d'ONGs i activistes de Comerç Just, va començar a treballar per aconseguir que Gal·les arribara a ser el primer País Just del món. La idea estava basada en l'esquema de Ciutat Justa desenvolupat per la Fairtrade Foundation al Regne Unit. L'any 2005, l'Assemblea de Govern de Gal·les va acceptar la idea i va acceptar un conjunt de compromisos en aquesta direcció, convertint-se en el primer país just el 6 de juny de 2008.
Els criteris inicials (esborrany) per a una "Nació Justa" són:
- 75% de la població ha d'adquirir productes de comerç just almenys una vegada a l'any.
- 40% de la població ha d'adquirir productes de comerç just regularment.
- Totes les poblacions han de disposar de grups de comerç just treballant per obtenir el certificat corresponent de Ciutat Justa.
- 55% de les poblacions han d'estar certificades com a Ciutat Justa, amb un creixement anual del 10%.